# Acronicta lepetita
Acronicta lepetita is een nachtvlinder uit de familie Noctuidae, de uilen.
De wetenschappelijke naam van de soort werd voor het eerst geldig gepubliceerd in 1908 door John Bernhardt Smith.

## Omschrijving
De imago heeft een spanwijdte van 40–55 mm. De vlinder vliegt van april tot september en kent één jaarlijkse generatie. De imago is zachtgeel van kleur met een zachtgele voorvleugel en zachtoranje achtervleugel. De vleugels zijn bruingerand en bezitten bruine camouflagevlekken in willekeurig patroon verspreid

## Incidentie
De soort komt voor in Noord-Amerika, en is veelvoorkomend in de staat Texas.

## Waardplanten
Acronicta lepetita heeft diverse waardplanten.